# Comité Olímpico de Chile
El Comité Olímpico de Chile (COCh) es la corporación de derecho privado chilena que ejerce como comité olímpico nacional en ese país, fundada el 20 de junio de 1934. Su actual presidente es Miguel Ángel Mujica.
La misión del COCh es coordinar esfuerzos para proteger el movimiento olímpico y consolidar su desarrollo, el cumplimiento de las normas de la Carta Olímpica y promover la preparación, selección y participación de los deportistas chilenos en los Juegos Olímpicos y otras competencias nacionales e internacionales, como los Juegos Panamericanos, Juegos Sudamericanos, entre otras.
Pertenece a la Asociación de Comités Olímpicos Nacionales (ACNO), la Organización Deportiva Panamericana (ODEPA) y la Organización Deportiva Suramericana (ODESUR).

## Historia

### Antecedentes
Tras la solitaria participación del atleta chileno Luis Subercaseaux en los primeros Juegos Olímpicos de Verano, realizados en Atenas en 1896, la primera cita olímpica en la que Chile envió competidores de manera oficial fueron los Juegos Olímpicos de Estocolmo 1912. Para dichos juegos, tanto la Federación Sportiva Nacional (FSN) —fundada en Santiago en mayo de 1909— como la Asociación Atlética y de Football de Chile (AFCh) —constituida en Valparaíso ese mismo año, como sucesora de la Football Association of Chile— enviaron sus propias delegaciones, cuestión que provocó sorpresa en el Comité Olímpico Internacional (COI), dado que, por primera vez en la historia, un país enviaba doble representación deportiva. Después de un estudio de los antecedentes, se reconoció en forma oficial a la embajada deportiva de la FSN, presidida por Máximo Kahni, y obligó a los atletas de Valparaíso a reconocer a dicha entidad para participar en las pruebas olímpicas.
Desde entonces, la FSN fue la encargada de organizar las delegaciones chilenas a los Juegos Olímpicos, en las ediciones de Amberes 1920, París 1924 y Ámsterdam 1928, mientras que en los Juegos Olímpicos de Los Ángeles 1932 no hubo competidores chilenos. En el mismo periodo, fueron cuatro los representantes de Chile en el COI: Óscar N. García (1912-1919), Carlos Silva Vildósola (1920-1922), Jorge Matte Gormaz (1923-1928) y Alfredo Ewing (1929-1933).

### Fundación del COCh y reconocimiento estatal (1934-1970)

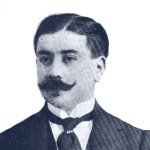
Enrique Barbosa, primer presidente del COCh (1934–1935).

En 1934, luego del reconocimiento del COI de la existencia de un comité olímpico nacional (CON) en Chile, los dirigentes de las distintas federaciones deportivas decidieron reorganizarse en el Consejo Nacional de Deportes (CND), fundado el 20 de junio de ese año, y que tuvo como primer presidente al abogado Enrique Barbosa Baeza, quien se había desempeñado como presidente de la Federación Chilena de Esgrima, y que posteriormente sería miembro del COI (1948-1950). El CND se encargó entonces de la representación chilena en los Juegos Olímpicos, reemplazando a la Federación Sportiva Nacional a partir de Berlín 1936.
El Estado chileno reconoció la existencia legal del CND en 1940, con lo cual este asumió formalmente como CON el 15 de diciembre de 1941, creándose de esta forma el Comité Olímpico de Chile (COCh), que obtuvo su personalidad jurídica por decreto del 21 de enero de 1942. La orgánica del CND era permanente, al agrupar las federaciones, mientras que el COCh solo operaba en las vísperas de los Juegos Olímpicos –incluyendo los Juegos Olímpicos de Inverno, en los que Chile tuvo su primera delegación en Sankt-Moritz 1948– y Juegos Panamericanos. En agosto de 1943, con el aporte del presidente Juan Antonio Ríos, se inaugura la Casa del Deportista, sede del CND y el COCh, ubicada en Compañía n.º 1488, en Santiago.
Con la constitución del CON chileno, el Estado de Chile comenzó a involucrarse en el fomento y financiamiento de las actividades deportivas y olímpicas en el país, con la creación del Departamento de Deportes del Ministerio del Interior (1942), la inclusión de los gastos de la delegación olímpica chilena en el presupuesto de la Nación desde los Juegos Olímpicos de Helsinki 1952 y la creación de un juego de azar llamado la «Polla Olímpica». También se comenzaron a establecer beneficios para los deportistas federados, como rebajas en tarifas de transporte, franquicias tributarias en pasaportes y vuelos comerciales, y acceso preferencial al Estadio Nacional.
La Ley de Fomento al Deporte del 15 de enero de 1970 incluyó en su texto al Comité Olímpico de Chile, definiéndolo como el organismo que «tiene la representación del Deporte Chileno, ante el Comité Olímpico Internacional», y al Consejo Nacional de Deportes, que «es una institución integrada por las Federaciones Deportivas Nacionales que se encuentran afiliadas a él y es la máxima autoridad de estas Federaciones».

### Cambios y modernización (1970-actualidad)

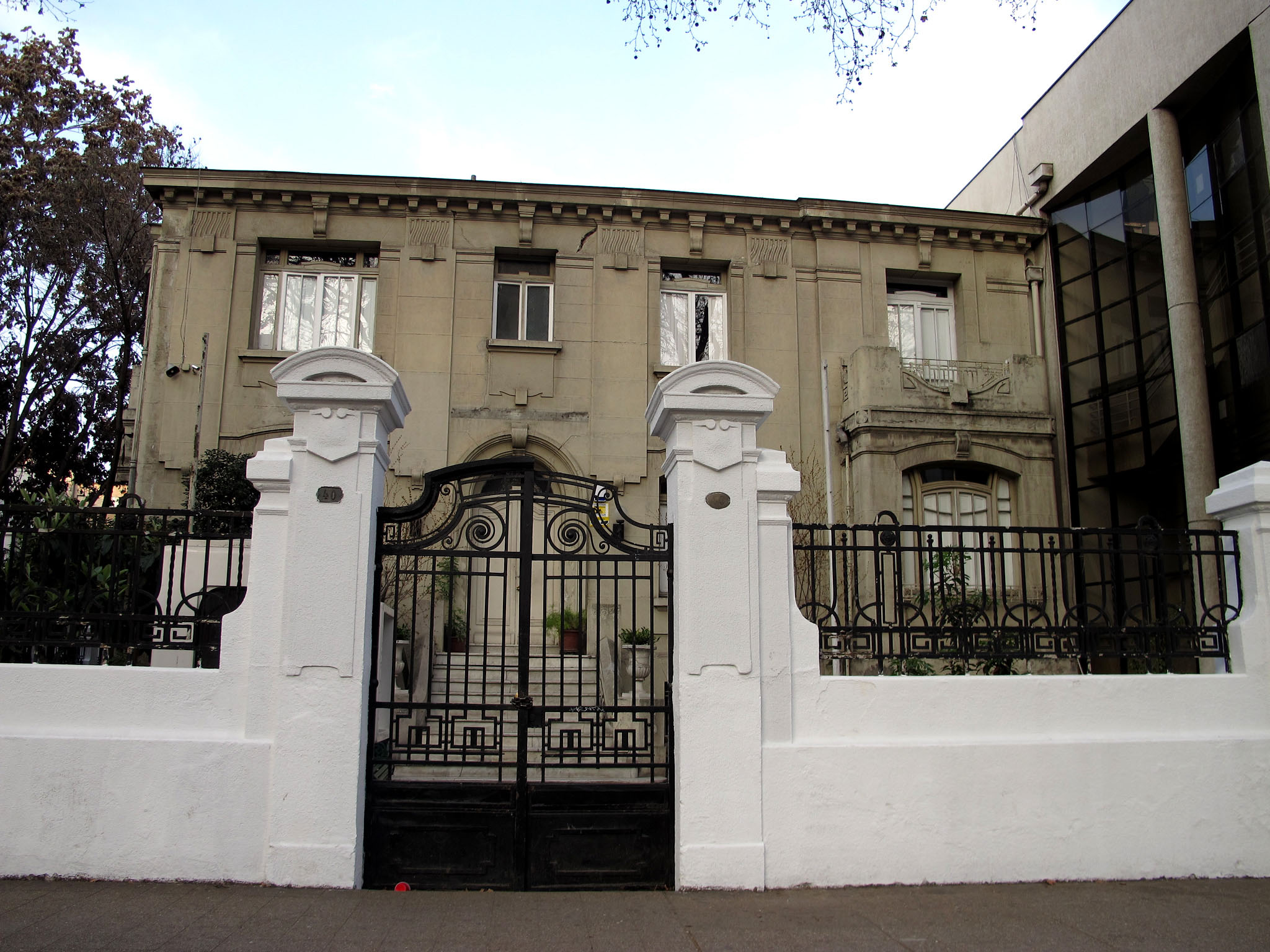
Edificio en Avenida Vicuña Mackenna n.° 40, comuna de Providencia, que sirvió de sede del COCh entre 1977 y 2008.

En abril de 1975 se aprobó el primer estatuto del Comité Olímpico de Chile, que entre otras cosas, fijó sus finalidades, estableció su orgánica interna, y adoptó como lema del COCh la frase en latín «Citius, Altius, Fortius» («Más veloz, más alto, más fuerte»), acuñada por el Barón Pierre de Coubertin en 1896 y que desde entonces es considerado lema olímpico. Los estatutos del COCh fueron renovados en 1994, 2001, y 2006.
El país se adhirió al boicot ideado por el presidente de los Estados Unidos Jimmy Carter a los Juegos Olímpicos de Moscú 1980, en gran parte por la influencia del general Augusto Pinochet, líder de la dictadura militar. Estos fueron los primeros —y hasta el momento los únicos— Juegos Olímpicos a los que Chile no envió una delegación oficial desde la existencia del Comité Olímpico chileno.

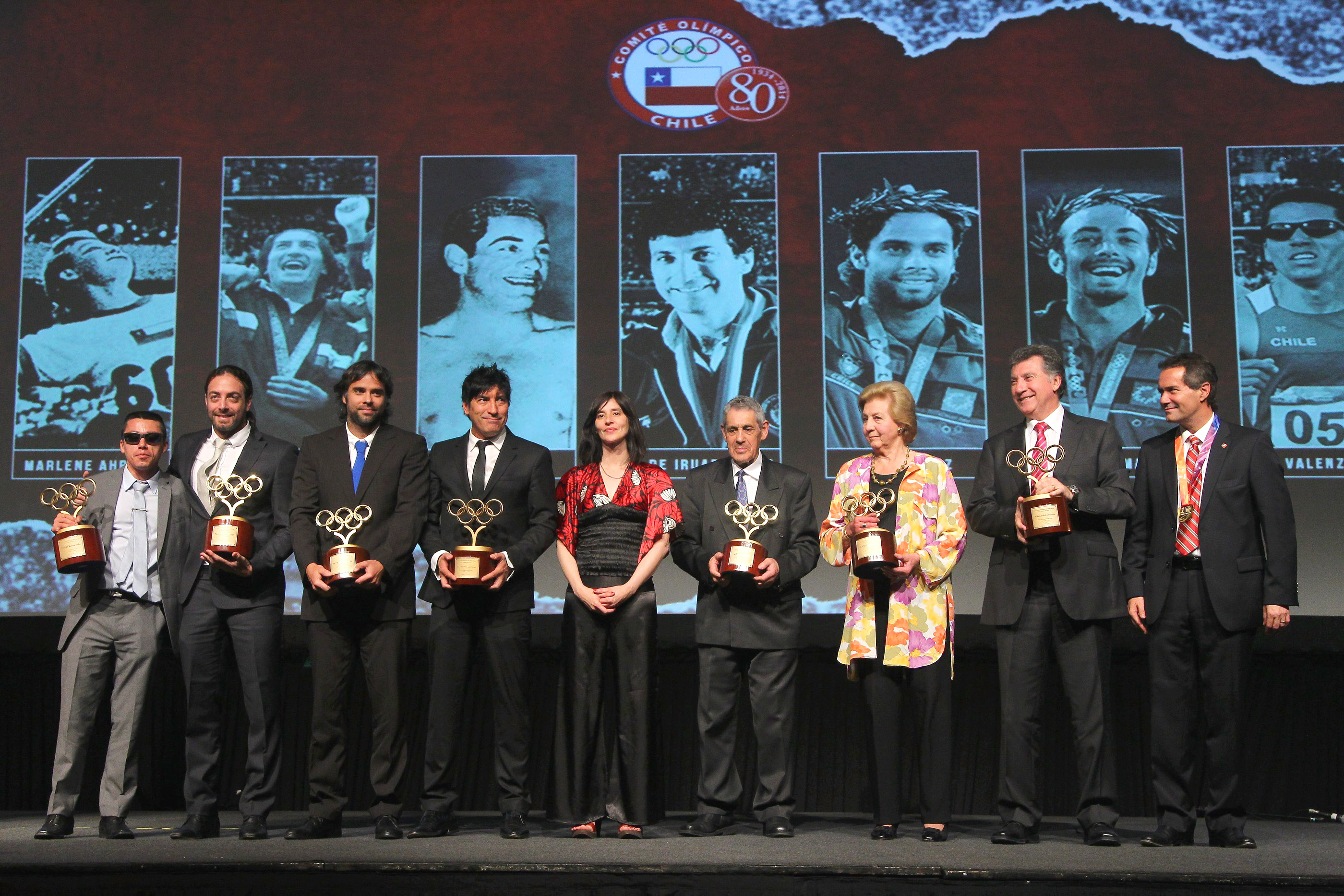
Gala de los 80 años del Comité Olímpico de Chile (2014), donde se homenajeó a los medallistas olímpicos de Chile.

El COCh y el CND trasladaron su sede en 1977 a la Casa Schneider Hernández y a la casona contigua, ubicadas en los n.° 44 y 40 de Avenida Vicuña Mackenna, respectivamente, las cuales habían adquirido en 1966. Posteriormente, en 1985, se fundó la biblioteca del COCh, y en 1997 se inauguró el Museo del Deporte en Avenida Vicuña Mackenna n.º 42, entre ambas casonas. El complejo en total sumaba 4700 m². En 1999 se creó el Consejo de Deportistas del COCh.
Tras varias gestiones que finalizaron en escándalos de corrupción —incluyendo la de los presidentes Sergio Santander (1988-1998), Ricardo Navarrete (1999-2000) y Fernando Eitel (2001-2004)—, en octubre de 2004 asumió la presidencia del COCh Neven Ilic Álvarez, quien se mantuvo en el cargo hasta 2017. El 10 de noviembre de 2008 se inauguró el Centro de Entrenamiento Olímpico (CEO), que desde entonces opera como sede del COCh —la antigua sede fue arrendada en 2011 a la Universidad Pedro de Valdivia—, y en 2013 comenzó a operar el Centro de Entrenamiento Olímpico II (CEO II), ambos ubicados en la comuna de Ñuñoa.
En mayo de 2011 el COCh lanzó el Canal del Deporte Olímpico (CDO), y el 15 de enero de 2014 se creó Team Chile, «la selección chilena de todos los deportes». En 2019 inauguró la Oficina por el Respeto en el Deporte, con el fin de prevenir casos de maltrato, acoso y abuso sexual a deportistas nacionales.

## Presidentes
- Enrique Barbosa (1934-1935)
- Alfredo Rioja (1937-1946)
- Alejandro Rivera (1947-1961)
- Alfredo Achondo (1961-1963)
- Alberto Labra (1963-1965)
- Sabino Aguad Kunkar (1965-1973)
- Armando Gellona (1974-1978)
- Isaac Froimovich (1978-1979)
- Enrique Fontecilla (1979-1980)
- Gustavo Benko (1981-1984)
- Juan Carlos Esguep (1984-1988)
- Sergio Santander (1988-1998)
- Ricardo Navarrete (1999-2000)
- Fernando Eitel (2001-2004)
- Neven Ilic (2004-2017)
- Miguel Ángel Mujica (2017-presente)

## Organización

### Federaciones integrantes
De acuerdo a su estatuto, el Comité está compuesto por las federaciones deportivas nacionales, que tengan personalidad jurídica en Chile, y que estén afiliadas a las federaciones internacionales que gobiernan los deportes olímpicos. También pueden afiliarse las federaciones nacionales de deportes no olímpicos, que sigan con las exigencias de la Carta Olímpica, aunque no pueden ser la mayoría de los integrantes del Comité con derecho a voto.
Las federaciones que actualmente integran el COCh son 56, de las cuales 37 gobiernan deportes olímpicos o paralímpicos. Estas son:
| Deporte(s)                                                                            | Deporte(s) | Federación                                                            | Creación | Logo |
| ------------------------------------------------------------------------------------- | ---------- | --------------------------------------------------------------------- | -------- | ---- |
| Aeromodelismo                                                                         |            | Federación Chilena de Aeromodelismo (FECHA)                           |          |      |
| Aeronáuticos                                                                          |            | Federación Aérea de Chile (FEDACH)                                    | 1948     |      |
| Aikido                                                                                |            | Federación Deportiva Nacional de Aikido (FEDENAA)                     | 2002     |      |
| Automovilismo                                                                         |            | Federación de Automovilismo Deportivo de Chile (FADECH)               | 1965     |      |
| Atletismo                                                                             |            | Federación Atlética de Chile (FEDACHI)                                | 1914     |      |
| Bádminton                                                                             |            | Federación Chilena de Bádminton (FEDEBADCHILE)                        |          |      |
| Baloncesto                                                                            |            | Federación de Básquetbol de Chile (FEBACHILE)                         | 1924     |      |
| Balonmano                                                                             |            | Federación Chilena de Balonmano                                       | 1992     |      |
| Béisbol y Sóftbol                                                                     |            | Federación de Béisbol y Sóftbol de Chile (FECHIBEIS)                  |          |      |
| Biatlón                                                                               |            | Federación Chilena de Biathlón                                        |          |      |
| Billar                                                                                |            | Federación Chilena de Juegos de Billar (FECHILLAR)                    |          |      |
| Bridge                                                                                |            | Federación Chilena de Bridge                                          |          |      |
| Bochas                                                                                |            | Federación Chilena de Bochas                                          | 1945     |      |
| Bowling                                                                               |            | Federación de Bowling de Chile                                        |          |      |
| Boxeo                                                                                 |            | Federación Chilena de Boxeo (FECHIBOX)                                | 1915     |      |
| Caza y Pesca                                                                          |            | Federación de Caza y Pesca de Chile (FECAPECH)                        | 1946     |      |
| Ciclismo                                                                              |            | Federación Ciclista de Chile (FECICHILE)                              | 1905     |      |
| Equitación                                                                            |            | Federación Ecuestre de Chile (FECH)                                   | 1923     |      |
| Esgrima                                                                               |            | Federación Chilena de Esgrima (FECHE)                                 | 1923     |      |
| Esquí y Snowboarding                                                                  |            | Federación de Ski y Snowboard de Chile (FEDESKI)                      | 1943     |      |
| Esquí acuático                                                                        |            | Federación de Esquí Náutico de Chile                                  |          |      |
| Fútbol                                                                                |            | Federación de Fútbol de Chile (FFCH)                                  | 1895     |      |
| Gimnasia                                                                              |            | Federación Deportiva de Gimnasia Chilena (FEDEGICHI)                  |          |      |
| Golf                                                                                  |            | Federación Chilena de Golf                                            | 1932     |      |
| Halterofilia                                                                          |            | Federación Chilena de Levantamiento de Pesas (FECHIPE)                | 1958     |      |
| Hockey hierba                                                                         |            | Federación Chilena de Hockey sobre Césped (FEHOCH)                    | 1981     |      |
| Hockey patín                                                                          |            | Federación Chilena de Hockey y Patinaje                               |          |      |
| Judo                                                                                  |            | Federación de Judo de Chile (FEJUCHILE)                               | 2012     |      |
| Karate                                                                                |            | Federación Chilena de Karate (FECHKARATE)                             |          |      |
| Kendō                                                                                 |            | Federación Chilena de Kendo                                           |          |      |
| Lucha                                                                                 |            | Federación Deportiva Nacional de Lucha Olímpica de Chile (FEDENALOCH) |          |      |
| Montañismo                                                                            |            | Federación de Andinismo de Chile (FEACH)                              | 1942     |      |
| Motociclismo                                                                          |            | Federación de Motociclismo de Chile (FMC)                             |          |      |
| Natación                                                                              |            | Federación Chilena de Deportes Acuáticos (FECHIDA)                    |          |      |
| Paracaidismo                                                                          |            | Federación Chilena de Paracaidismo (PARAFECH)                         |          |      |
| Paralímpicos                                                                          |            | Comité Paralímpico de Chile                                           | 2013     |      |
| Patinaje artístico sobre hielo                                                        |            | Federación Nacional Chilena de Patinaje Artístico Sobre Hielo         |          |      |
| Pelota vasca                                                                          |            | Federación Nacional de Pelota Vasca                                   |          |      |
| Pentatlón moderno                                                                     |            | Federación de Pentatlón Moderno de Chile (FEPECHI)                    | 1948     |      |
| Piragüismo                                                                            |            | Federación Chilena de Canotaje                                        |          |      |
| Polo                                                                                  |            | Federación Chilena de Polo                                            |          |      |
| Rodeo                                                                                 |            | Federación del Rodeo Chileno (FEROCHI)                                | 1961     |      |
| Remo                                                                                  |            | Federación Chilena de Remo (FEDEREMO)                                 |          |      |
| Rugby                                                                                 |            | Federación de Rugby de Chile (FERUCHI)                                | 1953     |      |
| Squash                                                                                |            | Federación Deportiva Chilena de Squash (FCHS)                         |          |      |
| Subacuáticos                                                                          |            | Federación Chilena de Deportes Submarinos y Nado con Aletas (FEDESUB) |          |      |
| Surf                                                                                  |            | Federación Chilena de Surf (FECHSURF)                                 |          |      |
| Taekwondo                                                                             |            | Federación Deportiva Nacional de Taekwondo                            |          |      |
| Tenis                                                                                 |            | Federación de Tenis de Chile (FETECH)                                 | 1920     |      |
| Tenis de mesa                                                                         |            | Federación Chilena de Tenis de Mesa (FECHITEME)                       | 1936     |      |
| Tiro al blanco                                                                        |            | Federación Deportiva Nacional de Tiro al Blanco de Chile (FEDENAT)    |          |      |
| Tiro al vuelo                                                                         |            | Federación de Tiro al Vuelo de Chile                                  |          |      |
| Tiro con arco                                                                         |            | Federación Chilena de Tiro con Arco (FECHTRA)                         |          |      |
| Triatlón                                                                              |            | Federación Chilena de Triatlón (FECHTRI)                              | 1991     |      |
| Vela                                                                                  |            | Federación Chilena de Navegación a Vela (FEDEVELA)                    |          |      |
| Voleibol                                                                              |            | Federación de Vóleibol de Chile (FEVOCHI)                             | 1955     |      |
| Deportes olímpicos de verano — Deportes olímpicos de invierno — Deportes paralímpicos |            |                                                                       |          |      |

#### Federaciones rechazadas
En 2018 el Comité Olímpico de Chile dio a conocer un listado con 15 federaciones deportivas a las cuales se les rechazó su solicitud para afiliarse al COCh.
- Federación de Tangsoodo Mi Guk Kwan Chile
- Federación Deportiva Chilena de Jeet kune do
- Federación Chilena de Fisicoculturismo y Fitness
- Federación Chilena de Sambo
- Federación Nacional de Ajedrez de Chile
- Federación Chilena de Artes Marciales y Culturales Chinas
- Federación Chilena de Racquetball
- Federación Chilena de Faustball
- Federación Deportiva Nacional de Baile Deportivo y Competición
- Federación Deportiva Nacional Chilena de Fútbol Americano
- Federación Deportiva Nacional de Jiu-Jitsu
- Federación Deportiva de Cheerleaders y Grupos de Animación
- Federación Deportiva WAKO Chile
- Federación Chilena de Capoeira

- En 2023 el Comité Olímpico Chileno acepta la solicitud de reconocimiento a la Federación Chilena de Wushu Kungfu y Taichi, sin carácter de afiliación.

### Consejo
El Consejo del COCh es la autoridad máxima del Comité, y está integrado por los presidentes de las federaciones nacionales afiliadas, por los chilenos miembros del COI —actualmente forma parte del COI Neven Ilic— y por el presidente y un delegado de la Comisión de Deportistas.

### Directorio
El Directorio, según lo establecido por el estatuto del Comité, «es la autoridad encargada de dirigir las actividades deportivas, administrativas y sociales del Comité, ejecutar los acuerdos del Consejo y resolver todas las materias que no estén estatutariamente encomendadas a otra autoridad del mismo». Actualmente está compuesto por:
- Presidente: Miguel Ángel Mujica
- Secretario general: Jaime Agliati
- Tesorero: Rodrigo Moreno
- Primera directora: Patricia López
- Segunda directora: Carolina Sanz
- Tercer director: Cristián Duarte
- Cuarto director: Luis Alberto Santa Cruz
- Quinto director: Naoshi Matsumoto

## Reconocimientos
El COCh fue premiado como el comité olímpico de mayor progreso en los Panam Sports Awards 2023.